# Bitwa nad Litani
Bitwa nad Litani – bitwa II wojny światowej stoczona 9 czerwca 1941 roku w trakcie alianckiej ofensywy na Bejrut podczas operacji Exporter. Australijska 7 Dywizja Piechoty, dowodzona przez gen. dyw. Johna Lavaracka, przekroczyła rzekę Litani i z powodzeniem starła się z oddziałami Francji Vichy.

## Bitwa
Po północy 8 czerwca 1941 r. w ramach operacji Exporter siły australijskie w północnej Palestynie przekroczyły granicę z południowym Libanem. Początkowy opór sił Vichy na południe od rzeki Litani był rozproszony i zdezorganizowany.
Australijska 21 Brygada posuwała się wzdłuż wybrzeża w kierunku Bejrutu i próbowała przekroczyć rzekę Litani. Nieoczekiwane przez nieprzyjaciela nocne lądowanie szkockiego No. 11 Commando, pod dowództwem ppłk. R.L. Peddera, miało na celu zajęcie mostu w pobliżu ujścia rzeki, lecz zostało opóźnione przez gwałtowne pływy morskie w wybranej do desantu plaży. Dało to francuskim obrońcom wystarczająco dużo czasu na zniszczenie mostu. Kiedy komandosi ostatecznie wylądowali w świetle dziennym, w trzech oddzielnych miejscach, prawie nie napotkali oporu, ponieważ Francuzi byli związani walką z wojskami australijskimi, jednak w walkach w głębi lądu ponieśli ciężkie straty, włączając w to samego dowódcę, Peddera, który zginął w ataku na francuskie koszary. Jego następcą został Geoffrey Keyes, pod którego komendą szkoccy komandosi ostatecznie zabezpieczyli przeprawę przez rzekę za pomocą płóciennych łodzi, z pomocą niektórych żołnierzy australijskich.
Pod przekroczeniu rzeki oddziały alianckie odepchnęły kontratak sił Vichy z użyciem samochodów pancernych. Szybko ukończono budowę mostu pontonowego. Australijczycy znaleźli się pod ostrzałem dwóch francuskich niszczycieli, Guépard i Valmy, jednak był on niecelny. Australijska artyleria następnie odpędziła nieprzyjacielskie okręty wojenne, które zbliżały się do brzegu, aby skuteczniej ostrzeliwać nacierające wojska.

## Następstwa
Po walkach nad rzeką Litani 21 Brygada ruszyła na północ, w kierunku Tyru, w ramach szerszej zakrojonych działań ofensywnych w kierunku Bejrutu. Uderzając ze zdobytego Tyru, Australijczycy stoczyli kilka mniejszych starć, atakując w stronę Sydonu, który padł 13 czerwca. Dalej w głębi lądu, na prawej flance 21 Brygady, 25 Brygada ruszyła w kierunku Mardż Ujun, które zostało tymczasowo opanowane 11 czerwca. Pozostawiono na miejscu tylko niewielkie siły z 25 Brygady, aby utrzymać Mardż Ujun, podczas gdy pozostałe oddziały zostały wysłane na północ, aby zdobyć Dżazzin, które również poddało się 13 czerwca. Jednak już 15 czerwca na Merdjayoun spadł ciężki kontratak Francuzów, a ciężkie walki w mieście trwały do 27 czerwca.